# Trucks
Trucks fue una banda de punk pop británica / noruega de corta vida, vigente entre 2002 y 2004.
Es conocida por su único éxito  "It's Just Porn Mum" de 2002. El sencillo  fue un Top 5 en Noruega, y alcanzó el puesto Nº 35 en el UK Singles Chart.

## Miembros
- Olav Iversen, voz / guitarra
- Marca Remington, guitarra
- Tor Bjarne Bjelland, batería
- Steve Ryan, bajo

## Discografía

### Álbumes
- Juice - lanzado 26 de mayo de 2003

1. "Kickin'" (Shridhar Solanki, HP Aaserud, Geir Luedy, Trucks)
2. "The Village Bike" (Shridhar Solanki, HP Aaserud, Geir Luedy, Trucks)
3. "Monkey See, Monkey Do" (Shridhar Solanki, Sidh Solanki, Trucks)
4. "Easy" (HP Aaserud, Geir Luedy, Trucks)
5. "Lovin' The Laughter" (Shridhar Solanki, HP Aaserud, Geir Luedy, Trucks)
6. "Fuzz About It" (HP Aaserud, Geir Luedy, Trucks)
7. "Sad Song" (Shridhar Solanki, HP Aaserud)
8. "Psychos" (Shridhar Solanki, HP Aaserud, Trucks)
9. "It's Just Porn Mum" "(Shridhar Solanki, HP Aaserud)
10. "The Chasers" (Shridhar Solanki, HP Aaserud, Geir Luedy, Trucks)
11. "I'm Okay" (Shridhar Solanki, HP Aaserud,Trucks)
12. "Coming Over" (HP Aaserud, Geir Luedy, Trucks)

Fueron lanzadas muchas versiones promocionales del álbum, que incluyeron canciones no incluidas en el álbum original, tales como una versión del éxito de Tom Robinson Band, "2-4-6-8 Motorway".

### Sencillos
- "It's Just Porn Mum" - lanzado 23 de septiembre de 2002 - el video musical protagonizada por Ron Jeremy.[4]
- "Monkey See, Monkey Do" - abril de 2004, tocado en Kerrang! TV.